# Lakhpat
Lakhpat är en ort i Indien.   Den ligger i distriktet Kachchh och delstaten Gujarat, i den västra delen av landet, 1 000 km sydväst om huvudstaden New Delhi. Lakhpat ligger 11 meter över havet och antalet invånare är 436.
Terrängen runt Lakhpat är platt. Runt Lakhpat är det ganska glesbefolkat, med 23 invånare per kvadratkilometer. Trakten runt Lakhpat består till största delen av jordbruksmark.